# Districte de Magway
El districte de Magwe o Districte de Magway és una divisió administrativa a la divisió de Magwe o Magway. La població s'estimava el 1994 en 300.000 habitants. Com que és el lloc d'origen d'Aung San i un centre d'oposició a la junta militar, la regió és de les més deprimides del país. Sis dels 25 townships (zones sota jurisdicció d'una ciutat) de la divisió formen part del districte:
- Magway
- Yenangyaung
- Chauck
- Taungdwingyi
- Myothit
- Natmauk

## Història
Segons la tradició la ciutat de Magwe o Magway fou fundada el 1158 i la de Myingun uns cent anys abans. Quan el príncep de Myingun es va revoltar contra Mindon Min el 1866, tot el districte el va seguir però l'aixecament fou ràpidament reprimit.
El 1885 durant l'ocupació britànica de l'Alta Birmània es va enviar una columna cap a Taungdwingyi, que llavors era la capital d'una subdivisió anomenada Myede del districte de Thayetmyo, la qual el 30 de novembre es va enfrontar a l'enemic a Thitkokkwin, i posteriorment en un altre combat el desembre a Nyadaw obtenint una decisiva victòria. El 12 de desembre Taungdwingyi fou ocupada sense oposició i es va establir l'administració civil sota un subcomissionat. Poc després la ciutat de Pin fou afegida a la jurisdicció (abans de Pagan) i el 1886 Taungdwingyi es va constituir en districte.
El 1888 se li va afegir el township de Yenangyaung (abans de Minbu) i la capital es va traslladar a Magwe, que va donar finalment nom al districte. Degut a les dues victòries de 1885 els districte va romandre tranquil, però el 1887 els dacoits (bandits, com anomenaven els britànics a la resistència) van començar a actuar; va ser necessari una operació militar l'abril de 1888 per restablir la pau. L'agost de 1888 un pretendent al tron, anomenat príncep Shwekinyo, ajudat per un líder anomenat Nga Le i altres caps dacoits, van iniciar una revolta; en un encontre amb policies militars els rebels van resultar triomfadors, i van seguir algunes altres petites victòries que encoratjaren als revolucionaris; però el maig de 1889 Nga Le va morir en combat i els seus seguidors es van dispersar; no obstant altres dacoits van ocupar el seu lloc entre els quals una banda de més de 100 combatents incoprorada poc abans i que l'abril de 1889 va atacar la posició de Myothit i el maig una banda dirigida per un fora de la llei anomenat Buddha Yaza, que es va concentrar a Pin i va rebre moltes adhesions; foren necessàries moltes operacions per sotmetre als rebels; el juny el subcomissionat Dyson, fou mort quan combatia amb la policia a una petita partida dirigida per Tha Ya, però aquest fou mort poc després i els seus seguidors es van rendir. Una oferta d'amnistia es va fer a la tardor a tots els dacoits que es rendissin (si no eren culpables de cap mort, i se'n va excloure a un parell de caps) i uns 150 homes van deixar les armes. Però a finals de l'any els dacoits encara operaven a gran escala (l'únic districte de tota Birmània); fou necessària una campanya sistemàtica de les policies de Magwe, Pyinmana i Yamethin sota direcció del subcomissionat de Pyinmana, per eliminar els dacoits o capturar-los. Després del 1890 ja no hi va haver més agitació.
El districte formava part de la divisió de Minbu a l'Alta Birmània, amb una superfície de 7.545 km² amb límit occidental al riu Irauadi que el separava del districte de Minbu. La divisió de Minbu va passar a tenir capital a Magwe vers el 1908.
La població el 1891 era de 219.190 habitants i el 1901 de 246.708 habitants, però aleshores el districte era més gran que actualment. Hi havia 825 pobles. Estava format per tres subdivisions i 6 townships:
- Magwe
  - Magwe
  - Myingun
- Taungdwingyi
  - Myothit
  - Natmnuk
  - Satthwa
- Yenangyanng 
  - Yenangyanng

Les principals ciutats eren Magwe i Taungdwingyi. La primera era la capital però la segona era l'única municipalitat (Magwe fou àrea notificada després de 1901). El 99% de la població era budista i només un 1,5% parlava llengües diferents al birmà. El township de Magwe mesurava 1523 km² i tenia 53.095 habitants el 1901, amb capital a Magwe (6.232 habitants el 1901) i 155 pobles.

## Pagodes i llocs interessants
- Pagoda de Myathalun a Magwe
- Pagoda de Shweyaungdaw a Taungdwingyi
- Pagoda de Shwe-indaung a Taungdwingyi
- Restes de l'antiga capital Paikthado o Peikthano prop de Kokkogwa al township de Satthwa